# Vídeo nas Aldeias
Vídeo nas Aldeias (VNA) é um projeto que utiliza recursos audiovisuais para fortificar a identidade dos povos indígenas e sua cultura. Se concretizou a partir de uma atividade realizada na ONG Centro de Trabalho Indigenista por Vincent Carelli, Virgínia Valadão e outros indigenistas, que o fundaram em 1986. O objetivo do projeto é formar diretores cinematográficos indígenas.
Em 2000, o VNA deixa de ser um projeto da ONG Centro de Trabalho Indigenista e se constitui em uma ONG independente, que está inserida no Programa Cultura Viva do Ministério da Cultura (Brasil), de onde recebe parte de seus recursos.

## Como funciona
Em princípio, a equipe integrante filmava o cotidiano das aldeias e depois expunha para que os personagens assistissem. Atualmente, tal equipe se desloca até a aldeia que fará parte do projeto e lá entregam aos indígenas os equipamentos de exibição e as câmeras. Assim, os indígenas, ao aprenderem a usar, podem fazer seus vídeos de acordo com o que querem mostrar. Eles recebem oficinas e cursos de produção para a criação dos vídeos e, no processo, o projeto é formado, produzido e divulgado.
Nas oficinas, os indígenas aprendem todo o processo para a produção dos seus vídeos, desde roteiro até a edição daquilo que eles filmam. Elas têm duração de um mês, aproximadamente, dentro das próprias aldeias, onde todos podem participar.
Nos vídeos, são encontradas festas, costumes, o modo de organização das aldeias e tudo que eles quiserem mostrar em relação à sua cultura e cotidiano.

## Nas aldeias

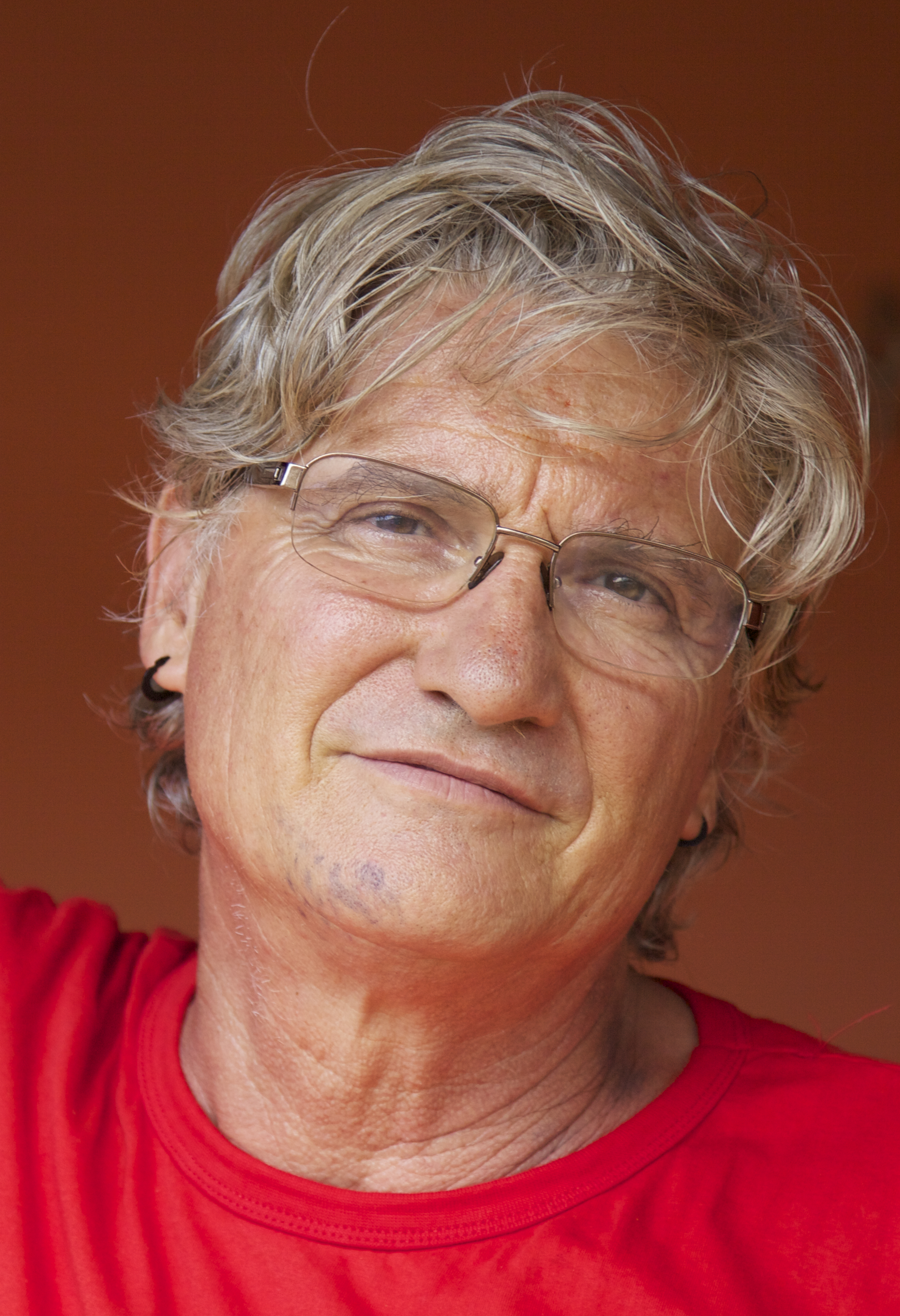
Vincent Carelli, fundador do Vídeo nas Aldeias

O VNA (Vídeo Nas Aldeias) já trabalhou e ainda trabalha com diversos grupos indígenas, não fazendo exclusividade. O primeiro grupo que Vincent trabalhou foi o Nambiquara (MT/RO) e, a partir do momento em que a curiosidade vivenciada pelos integrantes do projeto no qual estavam envolvidos fora notada, foi resolvido levar o projeto em frente. Mais de 120 aldeias já receberam os cursos e oficinas do VNA, estando dispostos a levar a intimidade indígena para o público.
Já com o projeto em funcionamento, ele presa pela integração entre os povos integrantes; assim, promovem encontros entre os povos que se conhecem através dos vídeos por eles formulados, para uma experiência que possa ser vivenciada de forma mais real. Atualmente, o projeto é considerado como uma escola de cinema para índios e já conta com um acervo de mais de 70 vídeos, sendo que pelo menos metade é de autoria dos próprios, premiados nacional e internacionalmente.
Após toda produção, a ONG toma, ainda, a responsabilidade de fazer certo tipo de manutenção para com as aldeias, não deixando de verificar o que os indígenas produtores e atores estão precisando no caso de quererem produzir novos vídeos ou até mesmo assistir vídeos de outros produtores indígenas.

## Prêmios
- Prêmio UNESCO, por respeito à diversidade cultural e de busca de relações de paz interétnica, em 2000.
- Prêmio Especial do Júri do XII CINE CEARÁ para o projeto Vídeo nas Aldeias, em 2002
- Prêmio Chico Mendes, do Ministério do Meio Ambiente, pela valorização das referências culturais e ambientais das populações da Amazônia, em 2003.
- Prêmio UNESCO pela contribuição à preservação do patrimônio imaterial, em 2005.
- Prêmio em homenagem ao Vídeo nas Aldeias do 25º FESTIVAL INTERNACIONAL DU FILM D’AMIENS, na França, em 2005.
- Prêmio em reconhecimento ao Vídeo nas Aldeias no VIII FESTIVAL INTERNACIONAL DE CINE I VIDEO DE LOS PUEBLOS INDÍGENAS, em Oxaca no México, em 2006.
- O projeto Vídeo nas Aldeias foi selecionado para constar entre as 100 experiências brasileiras em desenvolvimento sustentável pela Consulta Nacional, Agenda 21, promovida pelo Ministério do Meio Ambiente.
- Video nas Aldeias recebeu ainda pelos vídeos que produziu mais de 70 prêmios em festivais nacionais e internacionais, sendo a maioria para vídeos de autoria indígena.
- Vídeo nas Aldeias recebeu a Ordem do Mérito Cultutral 2009 do governo brasileiro.[7]